# اسان (بلژیک)
شهر اسان (به فرانسوی: Essen) در شهرستان آنتوئر در استان آنتوئر در منطقه فلاندری در کشور بلژیک واقع شده‌است.